# Adriano d'Onier
Adriano d'Onier (Moûtiers, 17 febbraio 1793 – ...) è stato un militare italiano, decorato di Medaglia d'oro al valor militare a vivente per aver contrastato brillantemente il tentativo di Invasione della Savoia del 3 febbraio 1834 da parte di rivoltosi capitanati da Girolamo Ramorino.

## Biografia
Nacque a Moûtiers, in Savoia, il 17 febbraio 1793, figlio di Stefano Innocenzo e Anna de Vignod. Nel 1811 si arruolò nell'armata francese, entrando in servizio nel 67º Reggimento di linea, partecipando alle campagne napoleoniche fino 1814. Il 3 marzo di quello steso anno rimase ferito al piede sinistro da un colpo di arma da fuoco. A seguito del crollo dell'Impero di Napoleone I, e alla ricostituzione della Regia Armata Sarda, il 3 luglio 1814 fu ammesso in servizio presso la Guardia del Corpo del Re, venendo promosso al grado di sottotenente. Il 6 maggio 1816 fu trasferito in servizio presso il ricostituito Reggimento fanteria "Savoia", passando in forza, nel mese di novembre, al Regio corpo dei Carabinieri dove rimase fino alla promozione a capitano, ottenuta il 22 luglio 1823. trasferito al servizio di piazza, il 7 maggio 1824 divenne aiutante maggiore del comando della piazza di Annecy, e qualche anno dopo assunse quello della piazza di Alessandria. Divenuto maggiore nel 1829 assunse il comando della piazza di Hôpital e successivamente di quello di Pont-Beauvoisin. Mentre si trovava al comando di quest'ultima piazza, il 3 febbraio 1834 fu messo a conoscenza che circa 100 rivoluzionari armati, capitanati da Gerolamo Ramorino, provenienti dalla Savoia francese, avevano oltrepassato il confine con il Piemonte e avevano occupato il villaggio di Echelles. Partì subito al comando di un distaccamento di 43 fanti del 16º Reggimento e di cinque carabinieri per raggiungere Echelles, dove i rivoltosi avevano attaccato la caserma dei carabinieri, ucciso il carabiniere Giovanni Battista Scapaccino, e si erano attestati a difesa all'ingresso del paese, sul ponte Beauvoisin. Scendendo con le sue forze dalle colline circostanti sorprese i rivoltosi, che dopo essersi blandamente difesi, con qualche morto e alcuni feriti, si ritirarono rapidamente sulle montagne per rifugiarsi in territorio francese. Per il coraggio dimostrato in questo frangente fu promosso luogotenente colonnello e decorato di Medaglia d'oro al valor militare a vivente dal re Carlo Alberto con Regio Decreto in data 8 febbraio 1834. Nel corso del 1835 fu trasferito al comando della piazza di Saint-Julien, e nel 1838 a quella di Boneville, venendo messo in posizione di riserva nel 1841.

### Annotazioni
1. ↑  Tale reggimento era stato formato con la fusione di due reggimenti provinciali, il "Genevese" e il "Moriana".
2. ↑  Divenuto poi generale dell'Armata Sarda nel corso della prima guerra d'indipendenza italiana fu ritenuto responsabile della disfatta di Novara del 1849 e, sottoposto a corte marziale, fu ritenuto colpevole e fucilato.
3. ↑  Anche Scapaccino fu decorato di Medaglia d'oro al valor militare alla memoria.

### Fonti
1. 1 2 3 4 5 6 7 8  Combattenti Liberazione.
2. 1 2  Greganti, Carolei 1950, p. 270.
3. ↑   Storia dei Carabinieri il podcast, Ep.9 I tentativi insurrezionali in Savoia 1830-1834. Giovan Battista Scapaccino MOVM, su spreaker.com. URL consultato il 29 novembre 2020 (archiviato dall'url originale l'11 dicembre 2020).
4. ↑  Sito web del Quirinale: dettaglio decorato.